# Seleção Paulista de Futebol
A Seleção Paulista de Futebol foi uma seleção estadual de futebol formada pela convocação de futebolistas do estado de São Paulo (Brasil).

## História
A Seleção Paulista de Futebol convocava os melhores jogadores dos clubes do estado de São Paulo, para diferentes disputas, destacando-se o Campeonato Brasileiro de Seleções Estaduais. Este certamente teve 29 edições de 1922 a 1962 e mais uma em 1987.
Na história desta competição, a Seleção Paulista ganhou 13 títulos (12 pela CBD e 1 pela FBF), contra 15 do Rio de Janeiro, 1 da Bahia e 1 de Minas Gerais. Foi a campeã da primeira edição e vice da última. A Seleção Carioca foi sua maior rival.
Existia a Seleção Paulista de Novos, a qual fazia alguns jogos amistosos, principalmente contra a Seleção Carioca. Em 22 de junho de 1975, no Maracanã, os Paulistas novos venceram os Cariocas por 2 a 0, em preliminar do jogo entre as seleções principais, sendo que no jogo principal o resultado foi um empate em 1 a 1.
Além desta, outra era a Seleção Paulista do Interior, que tinha função semelhante.
A Seleção Paulista, desde 1901, fez 383 jogos, sendo 160 jogos em campeonatos, taças ou torneios e 223 amistosos. Contra a Seleção Carioca realizou 134 jogos. Em 1907, pelo tira-teima denominado Taça Brasil, foi campeã sobre esta.
Em 1968, no Maracanã com 85 mil, a Seleção Paulista venceu a Carioca por 3 a 2. Após o jogo, o capitão Pelé, que fizera seu gol 900, recebeu um troféu pelas mãos da Rainha Elizabeth II.

### Contra a Seleção do Brasil jogou 4 pelejas[carecede fontes?]
- 11/06/1950 - Seleção Paulista (novos) 3 x 4 Seleção Brasileira - Amistoso, Rio de Janeiro
- 23/07/1975 - Seleção Paulista 1 x 1 Seleção Brasileira - Amistoso, Mineirão
- 25/01/1977 - Seleção Paulista 0 x 2 Seleção Brasileira - Amistoso, Morumbi
- 16/06/1977 - Seleção Paulista 1 x 1 Seleção Brasileira - Amistoso, Morumbi

### Maiores artilheiros
1. Arthur Friedenreich: 96 gols[carece de fontes?]
2. Feitiço: 87 gols[carece de fontes?]
3. Petronilho de Brito: 67 gols
4. Heitor: 58 gols
5. Neco: 45 gols
6. Araken Patusca: 38 gols
7. Luizinho Mesquita: 36 gols
8. Teleco: 33 gols
9. De Maria: 28 gols
10. Servílio: 25 gols

## Títulos

### Títulos oficiais
- Campeonato Brasileiro de Seleções Estaduais: 13 (1922, 1923, 1926, 1929, 1933, 1934-FBF, 1936,[5] 1941, 1942[6][7][8], 1952, 1954, 1956 e 1959)
- Taça Brasil: 1907

### Torneios amistosos
- Torneio João Lira Filho: 1954
- Troféu Miguel Arraes: 2007[9][10][11][12]

### Categorias de base
- Copa de Seleções Estaduais Sub-20: 2015